# Giordano Morganti
Giordano Morganti (Milano, 1956) è un fotografo italiano.

## Biografia
Si racconta che già nell'infanzia riuscì a coltivare la sua passione per la fotografia costruendosi un ingranditore di legno. La sua collaborazione con Vogue inizia a 19 anni; fotografa fra gli altri: Jorge Luis Borges, Indro Montanelli, Cesare Musatti, Dustin Hoffman, Vasco Rossi, Fabrizio De André, Francesca Neri, Sabrina Ferilli.
I suoi lavori sono stati esposti in gallerie d'arte internazionali, alcuni di essi sono stati venduti ad un'asta organizzata dalla Amnesty International a scopo benefico. Di lui parla Vittorio Sgarbi definendo i suoi lavori come libri da leggere.

## Opere
Ha scritto anche un libro in 3 volumi:
- Frankstein, Mind/Soul/Body